# Plakátová aféra (Jugoslávie)
Jako plakátová aféra (slovinsky plakatna afera) se označuje skandál, ke kterému došlo v první polovině roku 1987 ve Slovinsku v souvislosti s přípravou organizace Štafety mládeže pro zmíněný rok. Organizátorem akce bylo právě Slovinsko, kde byla kritika jugoslávské politiky a systému shodou okolností nejsilnější a také se zde šířily i nálady proti celojugoslávské štafetě jako takové.
Umělecká skupina Novi Kolektivizem, blízká sdružení Laibach, které bylo ostrým kritikem tehdejšího komunistického systému, zvítězila ve veřejné soutěži na vypracování oficiálních plakátů pro Štafetu mládeže. Materiál, který představili byl na první pohled bezchybný a jen těžko kritizovatelný; hrdě běžící jugoslávský sportovec s pochodní a trikolórou s pěticípou hvězdou v pozadí. Bělehradská Politika však vše odhalila, když její reportéři zjistili, že se jedná de facto o starý nacistický plakát z 30. let Richarda Kleina, ve kterém jen byly upraveny použité symboly. Vlajku nacistického Německa nahradila jugoslávská zástava, další německé symboly nahradily ty slovinské, nebo jugoslávské.
Reakcí na celou akci byla ostrá kritika, která následovala ze strany celojugoslávských médií. Ti, kdož byli loajální komunistickému režimu, žádali odsouzení (k procesu také i nakonec došlo) autorů, plakát byl nakonec stažen. Pro nedostatek důkazů bylo stíhání nakonec zastaveno. Autoři plakátu se bránili tím, že se pokoušeli prostřednictvím symbolů různých režimů dekonstruovat jejich symboliku a budovat symboliku novou. Nacistický plakát z roku 1932 nebyl originálem, ale již jednou předělávkou staršího plakátu, použitého při olympijských hrách v roce 1932.